# Вбивство Анвара Садата
30°03′51″ пн. ш. 31°18′53″ сх. д. / 30.064230555556° пн. ш. 31.314797222222° сх. д.
Анвар Садат, третій президент Єгипту, був убитий 6 жовтня 1981 року під час щорічного параду перемоги, який проходив у Каїрі на честь операції Бадр, під час якої єгипетська армія перетнула Суецький канал і повернула невелику частину Синайського півострова в Ізраїлю, на початку війни Судного дня. Вбивство було здійснено членами Єгипетського ісламського джихаду.

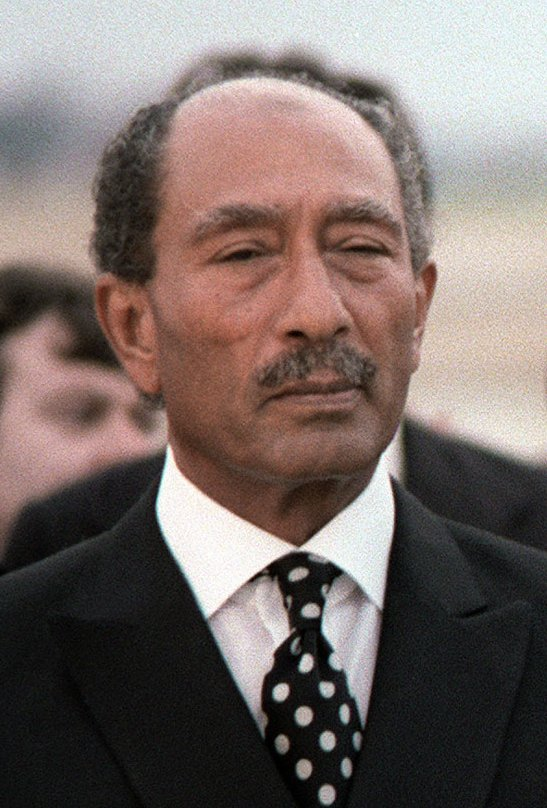
Анвар Садат в 1980 році